# Прайшайд
Прайшайд (нем. Preischeid) — община в Германии, в земле Рейнланд-Пфальц.
Входит в состав района Айфель-Битбург-Прюм. Подчиняется управлению Арцфельд. Население составляет 176 человек (на 31 декабря 2010 года). Занимает площадь 6,20 км².